# Bojary (rejon piński)
Bojary (biał. Баяры; ros. Бояры) – wieś na Białorusi, w obwodzie brzeskim, w rejonie pińskim, w sielsowiecie Ośnieżyce.
Znajduje się tu parafialna cerkiew prawosławna pw. św. Cyryla Turowskiego.
W dwudziestoleciu międzywojennym leżały w Polsce, w województwie poleskim, w powiecie pińskim, do 18 kwietnia 1928 w gminie Stawek, następnie w gminie Pinkowicze. Po II wojnie światowej w granicach Związku Sowieckiego. Od 1991 w niepodległej Białorusi.